# 姺
姺国是中国商朝晚期时位于今山東省菏澤市一带的诸侯国。姺国是殷商向东南方向扩张的前沿阵地。《春秋左傳·左丘明》昭元年云：虞有三苗，砟有觀扈，商有姺邳，周有徐奄。”，商朝晚期的甲骨文和金文中都有姺国之名。